# ポージー郡 (インディアナ州)
ポージー郡（英: Posey County）は、アメリカ合衆国インディアナ州の南西隅に位置する郡である。2010年国勢調査での人口は25,910人であり、2000年の27,061人から4.3％減少した。郡庁所在地はマウントバーノン市（人口6,687人）であり、同郡で人口最大の都市でもある。
ポージー郡はケンタッキー州に跨るエバンズビル大都市圏に属している。

## 歴史
ポージー郡は1814年11月11日にギブソン郡とウォリック郡の一部を合わせて設立された。郡名はアメリカ独立戦争の将軍であり、当時インディアナ準州の知事を務めていたトマス・ポージーに因んで名付けられた。マウントバーノンは1825年に郡庁所在地になった。

## 地理
アメリカ合衆国国勢調査局に拠れば、郡域全面積は419.32平方マイル (1,086.0 km2)であり、このうち陸地409.57平方マイル (1,060.8 km2)、水域は9.75平方マイル (25.3 km2)で水域率は2.33％である。州内の標高最低地点が郡内オハイオ川沿いにあり、そこからインディアナ州からイリノイ州とケンタッキー州に流れ出ている。

### 交通

#### 主要高規格道路
| - 州間高速道路64号線 - インディアナ州道62号線 - インディアナ州道65号線 - インディアナ州道66号線 | - インディアナ州道68号線 - インディアナ州道69号線 - インディアナ州道165号線 - インディアナ州道269号線 |

#### 鉄道
- CSXトランスポーテーション
- エバンズビル・ウェスタン鉄道

#### 川港
- サウスウィンド・マリタイム・センター[5]

### 隣接する郡
- ギブソン郡 - 北、北東
- バンダーバーグ郡 - 東
- ヘンダーソン郡 (ケンタッキー州) - 南東
- ユニオン郡 (ケンタッキー州) - 南
- ギャラティン郡 (イリノイ州) - 南西
- ホワイト郡 (イリノイ州) - 西、北西

## 気候と気象
近年、郡庁所在地であるマウントバーノン市の平均気温は1月の23°F (-5 ℃) から7月の87°F (31 ℃) まで変化している。過去最低気温は1912年1月に記録された-21°F (-29 ℃) であり、過去最高気温は1901年7月に記録された109°F (43 ℃) である。月間降水量は9月の2.65インチ (67 mm) から5月の5.38インチ (137 mm) まで変化している。

## 郡政府
郡政府は憲法による政体であり、インディアナ州憲法とインディアナ州法典によって特別の権力を認められている。

### 郡政委員会
郡政委員会は郡政府の立法府であり、郡の歳出や歳入を管理している。委員は郡内の選挙区から選出され、任期は4年間である。給与、年間予算、特別支出を設定する責任がある。郡レベルで所得税や資産税、消費税、サービス税を課する限定付き権限があるが、所得税と資産税は州の承認を要する。

### 行政委員会
行政委員会は郡政府の行政府である。委員は郡全体を選挙区に選出され、任期は4年間で2年毎に半数が改選される。委員の一人、通常は最も経験のある者が議長になる。行政委員会は郡政委員会が決めた法を実行し、税金を集め、郡政府の日々の機能を管理する責任がある。

### 郡裁判所
郡は幾らかの民事訴訟を扱うことのできる小規模裁判所を維持している。判事は4年間任期で選出され、インディアナ州法廷弁護士協会の会員でなければならない。判事を補助するのがコンスタブルと呼ばれる法執行官であり、やはり4年間任期で選出される。特定の事件における判決に対しては、州レベルの巡回裁判所に控訴できる。

### 郡政府役人
上記以外に、保安官、検視官、監査官、財務官、登記官、測量師および巡回裁判所事務官が選挙で選ばれている。任期は4年間であり、郡政府の異なる部門を監督している。郡政府に選ばれる役人は支持政党を公にすることが求めら、また郡の住人でなければならない。

## 人口動態
以下は2000年の国勢調査による人口統計データである。
| 基礎データ - 人口: 27,061人 - 世帯数: 10,205 世帯 - 家族数: 7,612 家族 - 人口密度: 26人/km2（66人/mi2） - 住居数: 11,076軒 - 住居密度: 10軒/km2（27軒/mi2） 人種別人口構成 - 白人: 97.97% - アフリカン・アメリカン: 0.86% - ネイティブ・アメリカン: 0.27% - アジア人: 0.16% - その他の人種: 0.16% - 混血: 0.58% - ヒスパニック・ラテン系: 0.44% 先祖による構成 - ドイツ系：44.2％ - アメリカ人：19.2％ - イギリス系：10.8％ - アイルランド系：7.0％ | 年齢別人口構成 - 18歳未満: 27.3% - 18-24歳: 7.4% - 25-44歳: 29.0% - 45-64歳: 23.9% - 65歳以上: 12.4% - 年齢の中央値: 37歳 - 性比（女性100人あたり男性の人口） - 総人口: 99.1 - 18歳以上: 96.3 世帯と家族（対世帯数） - 18歳未満の子供がいる: 36.4% - 結婚・同居している夫婦: 63.5% - 未婚・離婚・死別女性が世帯主: 7.8% - 非家族世帯: 25.4% - 単身世帯: 22.1% - 65歳以上の老人1人暮らし: 10.0% - 平均構成人数 - 世帯: 2.63人 - 家族: 3.08人 収入と家計 - 収入の中央値 - 世帯: 44,209米ドル - 家族: 53,737米ドル - 性別 - 男性: 39,084米ドル - 女性: 23,996米ドル - 人口1人あたり収入: 19,516米ドル - 貧困線以下 - 対人口: 7.4% - 対家族数: 6.0% - 18歳未満: 8.5% - 65歳以上: 10.0% |

## 郡区
ポージー郡は下記10の郡区に分割されている。
| - ベセル - ブラック - センター - ハーモニー | - リン - マーズ - ポイント | - ロブ - ロビンソン - スミス |

## 都市と町
- シンシアナ
- グリフィン
- マウントバーノン - 郡庁所在地
- ニューハーモニー
- ポージービル

### 未編入の町
| - バーレット - ブレアーズビル - バフキン - バグタウン - ケイボーン - デッドマンズクロッシング - アーウィン | - ファーマーズビル - グラフトン - ヘップバーン - ヒュースラー - ホベイ - リップ | - マーズセンター - ニューボルティモア - オークグローブ - オリバー - パーカーズセトルメント - フィリップステーション | - プレーリー - ラプチャー - サバー - ソリチュード - スプリングフィールド - セントフィリップ | - セントウェンデル - スチュワーツビル - アプトン - ウェイズビル - ウェルボーンスウィッチ - ウェストフランクリン |

## 教育
- マウントバーノン高校 - マウントバーノン市
- ノースポージー高校 - ポージービル市

## 観光地
- ブリトルバンク公園 - マウントバーノン市
- ハーモニー州立公園 - ニューハーモニー市
- ホベイ湖州立魚類野生生物保護地域 - マウントバーノン市[10]
- ニューハーモニー歴史地区 - ニューハーモニー市[11]
- シャーバーン公園 - マウントバーノン市